# 이소무라 료타
이소무라 료타(일본어: 磯村 亮太, 1991년 3월 16일 ~ )는 일본의 전 축구 선수이다.

## 구단 경력
그는 2009년부터 2022년까지 J리그의 나고야 그램퍼스, 알비렉스 니가타, V-파렌 나가사키, 도치기 SC에서 활동하였다.